# Jacques Meyer
Pour les articles homonymes, voir Meyer et Jacques Meyer (homme de lettres).
Jacques Meyer est un footballeur français né le 8 avril 1930 au Héricourt (Haute-Saône) et mort le 28 mai 2018 à Remiremont. Il a évolué comme demi ou inter au Havre AC.
Il a joué 118 matchs en Division 1 et 225 matchs en Division 2.

## Carrière de joueur
- 1953-1959 :  Le Havre AC
- 1959-1963 :  FC Rouen
- 1963-1964 :  Le Havre AC[2]

## Palmarès
- Vainqueur de la Coupe de France 1959 avec Le Havre AC
- Champion de France D2 en 1959 avec Le Havre AC